# (4896) Tomoegozen
(4896) Tomoegozen es un asteroide perteneciente al cinturón de asteroides, descubierto el 20 de diciembre de 1986 por Tsuneo Niijima y el astrónomo Takeshi Urata desde el Ojima Observatory, Ojima, Japón.

## Designación y nombre
Designado provisionalmente como 1986 YA. Fue nombrado Tomoegozen en honor a Tomoe Gozen, samurai de Yoshinaka, conocida como valiente estratega personal de Yoshinaka. Después de su muerte, Tomoe Gozen se hizo monja budista.

## Características orbitales
Tomoegozen está situado a una distancia media del Sol de 3,110 ua, pudiendo alejarse hasta 3,634 ua y acercarse hasta 2,586 ua. Su excentricidad es 0,168 y la inclinación orbital 16,53 grados. Emplea 2003 días en completar una órbita alrededor del Sol.

## Características físicas
La magnitud absoluta de Tomoegozen es 11,5. Tiene 26,803 km de diámetro y su albedo se estima en 0,157.